# لونگدو
لونگدو (به لاتین: Longdu) یک شهرک در جمهوری خلق چین است که در ناحیه چنگهای واقع شده‌است. لونگدو ۳۴ کیلومتر مربع مساحت و ۷۴٬۰۰۰ نفر جمعیت دارد.